# 2441 Гіббс
2441 Гіббс (2441 Hibbs) — астероїд головного поясу, відкритий 25 червня 1979 року.
Тіссеранів параметр щодо Юпітера — 3,492.